# Skärvagsdalen
Skärvagsdalen är ett naturreservat i Bergs kommun i Jämtlands län.
Området är naturskyddat sedan 2017 och är 170 hektar stort. Reservatet ligger i en nordsluttning till Flatruet och består av en gles tallskogen med inslag av gran.